# Relations entre la Serbie et la Slovénie
Cet article décrit les relations entre la Serbie et la Slovénie.

## Slovénie
La Slovénie est la seule république ex-yougoslave à ne pas avoir eu de communauté serbe importante, elle a tout de même élu, en 2007, à la tête de sa capitale, Zoran Janković qui fait partie par son père de la communauté serbe de Slovénie. La Slovénie a cependant reconnu le Kosovo comme la Croatie, dégradant ses relations avec Belgrade.  Avec son entrée dans l'Union européenne, la Slovénie a renoué ses relations avec la Serbie  qui sont devenues sereines depuis la fin du conflit ex-yougoslave. La Slovénie encourage fortement l'intégration dans l'UE de la Serbie et espère par là l'ouverture d'un marché serbe à ses produits.
En avril 2011, à Smederevo, en Serbie, les trois chef d'État ou de gouvernement, le président de Serbie Boris Tadić et les premiers ministres de Croatie et de Slovénie Jadranka Kosor et Borut Pahor ont signé un accord sur la création du Consortium Serbie - Croatie-Slovénie,,.

## Ambassades
La Slovénie dispose d'une ambassade à Belgrade, située 41 rue Dositejeva ; en septembre 2013, l'ambassadeur de Slovénie en Serbie était Ján Varšo. Réciproquement, la Serbie entretient une ambassade à Ljubljana ; à la même période, l'ambassadeur de Serbie en Slovénie était Aleksandar Radovanović.